# Abricot sec
Pour les articles homonymes, voir Abricot (homonymie).
L'abricot sec est un abricot séché, généralement vendu dénoyauté.
Contrairement à ce que son appellation laisse penser, il ne s'agit pas d'un « fruit sec » au sens propre, appellation qui regroupe plutôt les fruits à coque.
La Turquie en est le premier producteur : l'abricot y est principalement cultivé dans la province de Malatya,. Cette province, avec huit millions d'abricotiers et 42 377 tonnes en 2018, assurerait 85 % de la production mondiale d'abricots secs.
L'aspect normal d'un abricot sec est ridé et brunâtre ; cependant ils sont souvent traités au Dioxyde de soufre (E220), ce qui leur donne une couleur orange vif. Ils peuvent également être réhydratés (« abricots moelleux »), ce qui diminue cependant leur durée de conservation et nécessite l'ajout de conservateurs (comme le sorbate de potassium).

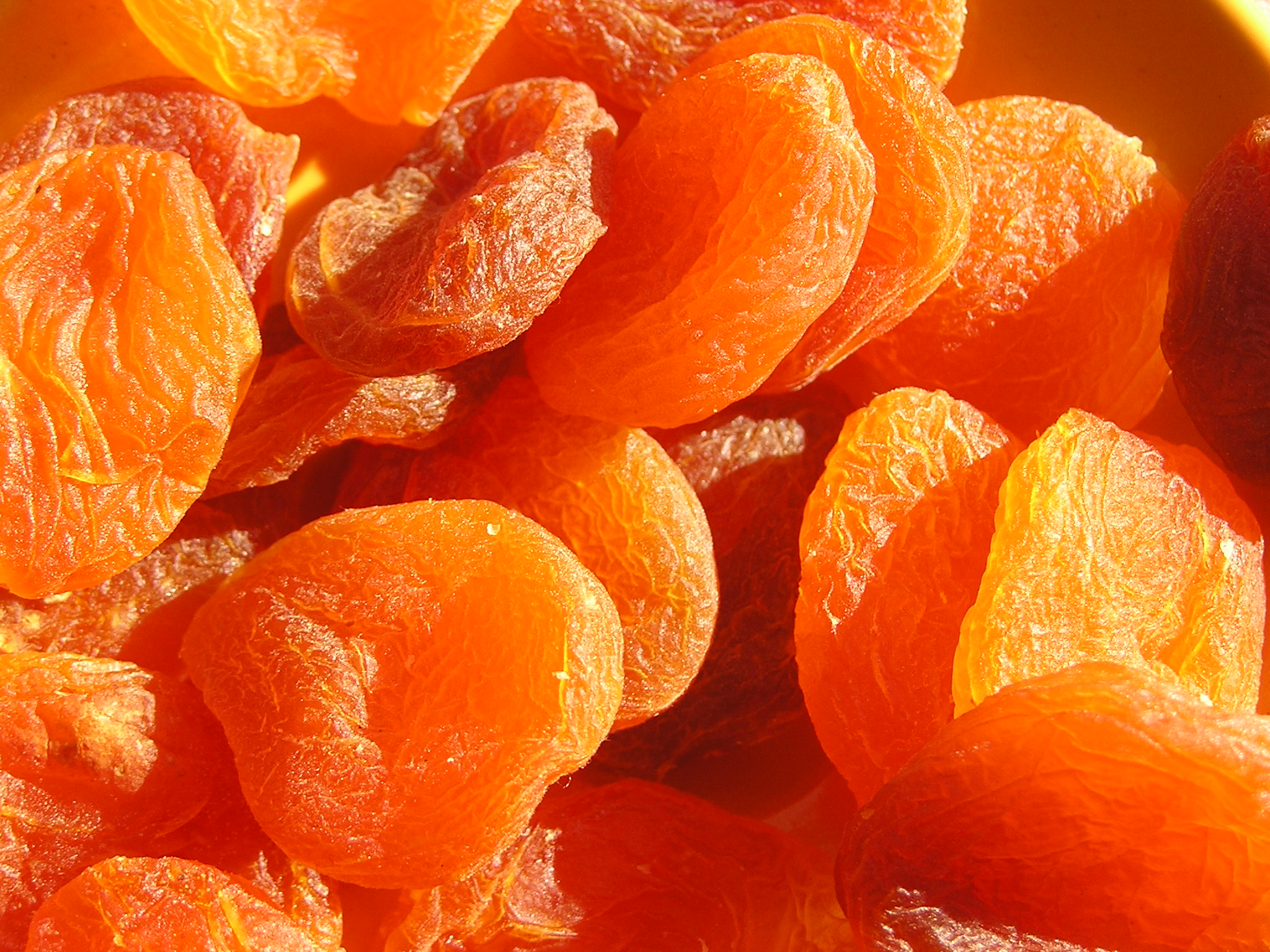
Des abricots secs dénoyautés, traités au dioxyde de soufre (E220) pour leur donner une couleur orange vif.
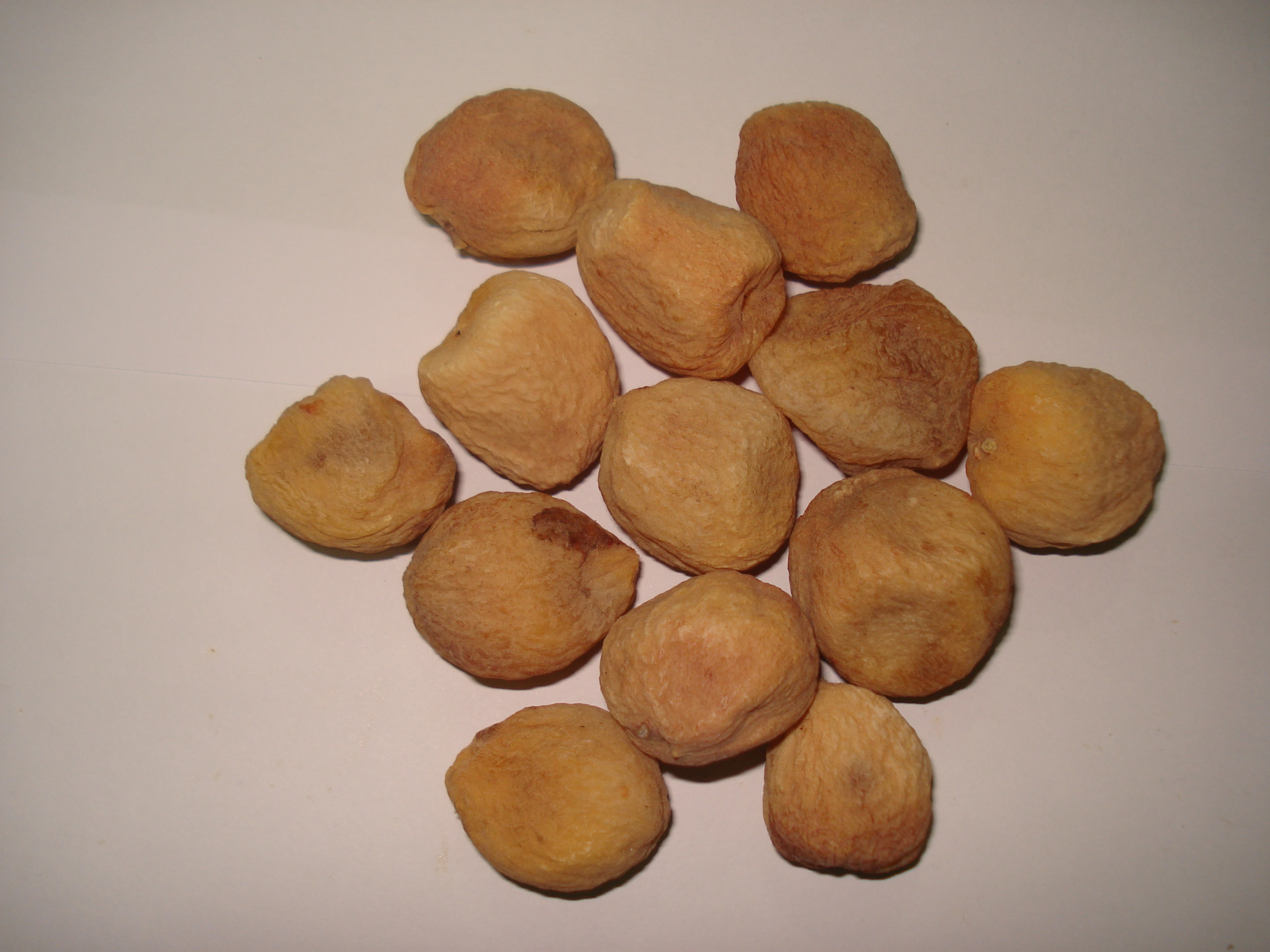
Des abricots secs ayant encore leurs noyaux.
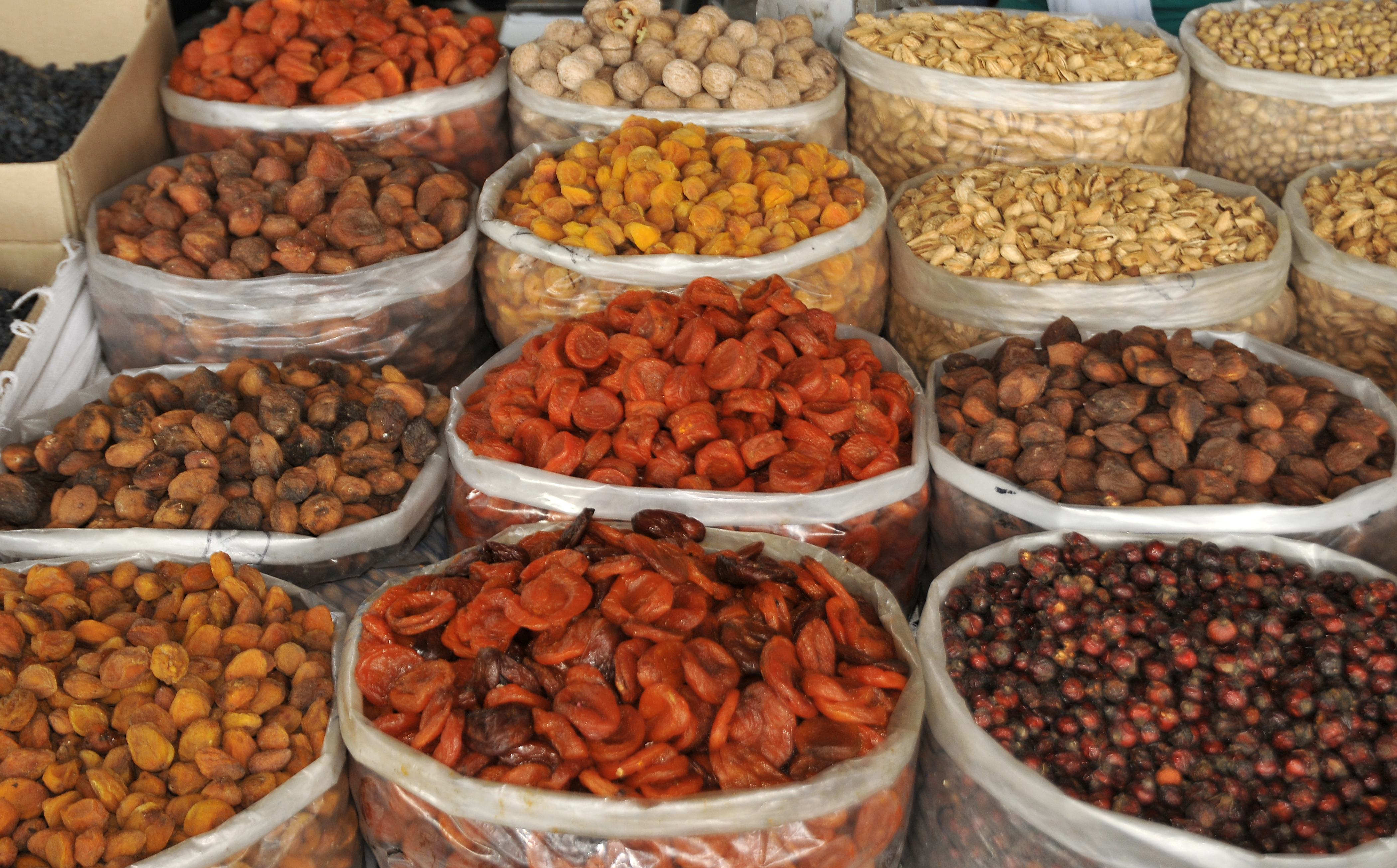
Diverses variétés d'abricots secs et d'autres fruits séchés dans le Marché de Chorsu, en Ouzbékistan.
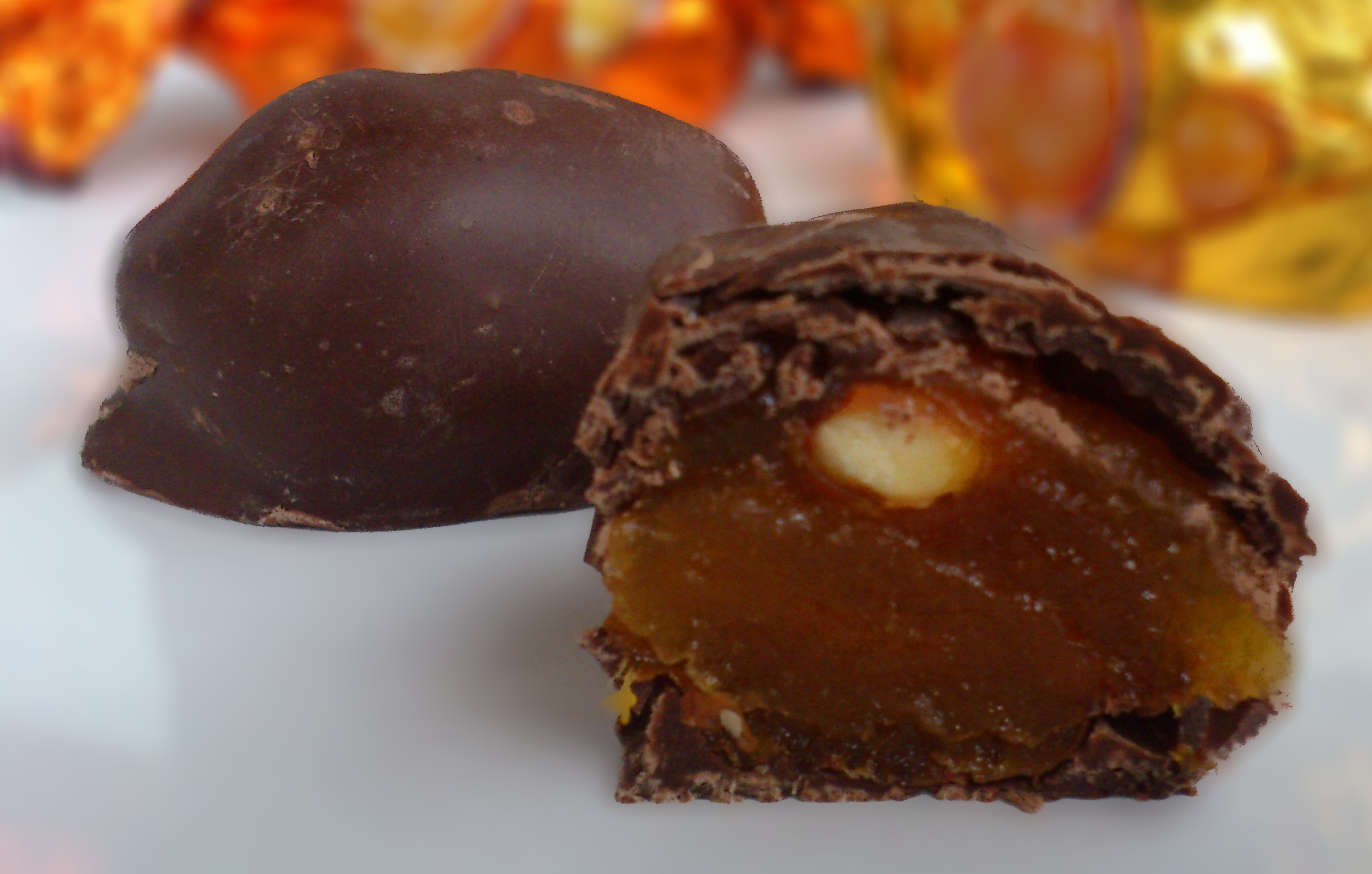
Deux Ozersky Souvenir, des abricots secs enrobés de chocolat, une confiserie populaire en Russie et au Kazakhstan.